# Budova Chemapolu (Praha)
Budova Chemapol-Investa je kancelářská budova, součást administrativního komplexu v pražských Vršovicích, postaveného pro podniky zahraničního obchodu (PZO) Chemapol a Investa v letech 1966–1970. Autorkami návrhu jsou architektky Zdenka Marie Nováková a Dagmar Šestáková.

## Historie

### Návrh a výstavba
Budova Chemapol-Investa v pražských Vršovicích je součástí administrativního komplexu Chemapol-Investa, který vznikl v letech 1966 až 1970 podle návrhu architektky Zdenky Marie Novákové a Dagmar Šestákové. Návrh administrativního komplexu původně vypracovaly do anonymní architektonické soutěže vypsané v roce 1964 na výstavbu sídla „Energetiky“ na trojúhelníkovitém pozemku mezi ulicemi Kavkazská a Kodaňská v pražských Vršovicích. V historii české architektury ve veřejné soutěži uspěly tak mladé architektky (Zdence Novákové bylo 24 let a Dagmar Šestákové 28 let).
Porota vyhodnotila jejich návrh jako nejlepší ze všech tří kritérií, které si stanovila, což byly urbanistické souvislosti, dispozice a architektonické řešení a technickoekonomické řešení. U architektonického řešení byly zejména sledovány dálkové pohledy a reagování na problém svažitého terénu, který autorky vyřešily dvouúrovňovou terasou navazující na celkový rozvrh zelených teras vytvářejících parter pro chodce mezi budovami. Celý komplex byl koncipován jako architektonický a výtvarný celek včetně interiérů a exteriérů, terasové řešení vytvářelo, spolu s jižní dvouúrovňovou terasou a budovami „Palác v zahradě“.
Stavba byla navržena jako trojtrakt tří propojených částí – budovy A o osmi patrech s velkou vstupní halou „foyer“, budovy B o deseti patrech a budovy C o třech patrech. Projekt počítal se závěsným pláštěm fasády („závěsné stěny“), jež byl v té době ve stavebnictví teprve ve zrodu. Konstrukční systém představoval montovaný skelet v modulové síti, který umožňuje univerzální využití, příčky jsou přemístitelné. Návrh počítal s oddělenými kancelářemi propojenými skleněnými či neprůhlednými stěnami pro komfort zaměstnanců.
V roce 1965 investor stavby Energoprojekt zjistil, že nemá na výstavbu dostatek financí, a od výstavby ustoupil. Projekt byl uložen v Útvaru hlavního architekta hl. města Prahy.
V polovině roku 1966 o projekt projevilo zájem ministerstvo zahraničních věcí, které plánovalo vybudovat reprezentativní sídlo na světové úrovni pro své dva podniky zahraničního obchodu – Chemapol a Investa. Díky tomu bylo možné pro stavbu administrativního komplexu získat dodavatele v zahraničí, protože v Československu neexistoval stavební podnik, který měl zkušenosti se skeletovým systémem a závěsným fasádovým pláštěm. Pro stavbu budovy Chemapol-Investa vybral ředitel PZO Chemapol Zdeněk Mojžíšek italskou stavební firmu FEAL, která vytvářela montované konstrukce po celém světě a v Miláně měla i vlastní montážní ocelářský závod.
Pro projekt Chemapol-Investa byl pouze změněn modul z původního 150 cm na 120 cm a násobky. Jinak byl systém FEAL přizpůsoben po dohodě s autorkami projektu stavbě tak, aby realizace měla individuální charakter a vazbu k místu. Závěsný plášť pro Chemapol-Investa byl originální dodávka FEAL (VAR M3), první v ČSSR (později firma FEAL dodala své ocelové konstrukce pro další budovy v Československu – sídla Motokovu a Strojimportu v Praze či dětskou léčebnu Vesna v Janských Lázních). Originální byly také hliníkové podhledy a kovové příčky. Chemapol, jako první stavba, kterou FEAL vstupoval na české pole, měl vše originální – plášť, podhledy, příčky, dveře, schodiště. S výjimkou Strojimportu se konstrukce dalších PZO (Motokov, Kovo, Koospol) už vyráběly v licenci v tehdejším Československu.

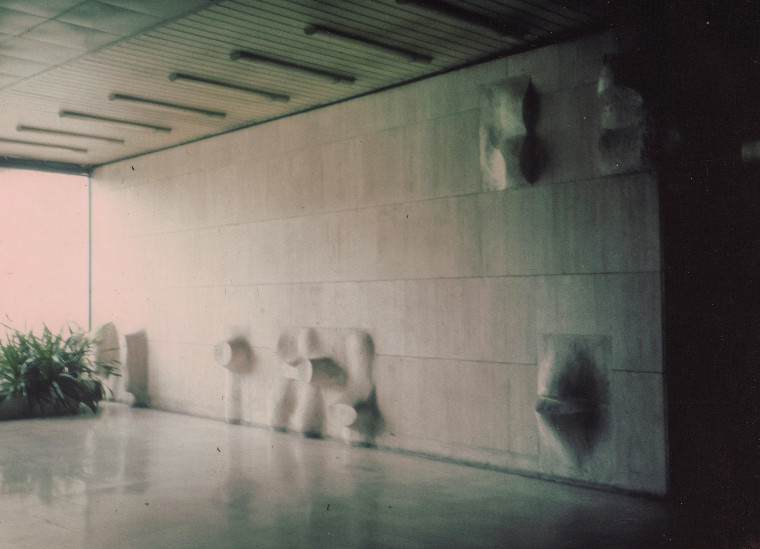
Reliéf sochaře Miloslava Chlupáče ve vstupní hale budovy v roce 1970

Součástí projektu bylo i zařazení děl mnoha významných výtvarných umělců v interiérech i exteriéru, s jejichž účastí rovněž souhlasilo ministerstvo zahraničních věcí. Někteří z nich v době dokončení stavby již nesměli vystavovat (sochaři Zdeněk Palcr, Miloslav Chlupáč, Věra Janoušková, Josef Klimeš, malíř Jiří John aj.)
Průběh stavby zdržel požár z 7. dubna 1969, který zničil téměř třetinu hotové budovy B. Stavba byla zkolaudována v roce 1970 bez velkého zájmu médií a veřejnosti, protože spoluautorka projektu Dagmar Šestáková emigrovala a řada umělců podílejících se na projektu se ocitla po roce 1969 na černé listině. Architektka Zdenka Marie Nováková nesměla projekt přihlásit na přehlídku realizací.
Architektonické ztvárnění objektu má předobraz v mezinárodním stylu poválečných administrativních budov (tzv. „skin-and-bone“ architektura známá například z tvorby Ludwiga Miese van der Rohe v USA) a vyznačuje se pozoruhodnou stylovou čistotou.

### Budova po roce 1989
V devadesátých létech byl areál Chemapol-Investa ve vlastnictví několika společností. Od 28. prosince 1993 ho vlastnila společnost Chemapol Centrum, a.s., od srpna 1994 společnost Chemapol Group, a.s. Po bankrotu Chemapol Group, a.s. v lednu 1999 se stal vlastníkem Úřad pro zastupování státu ve věcech majetkových, který zde měl také sídlo do roku 2002, kdy byl soubor budov prodán a nazván PALÁC KODAŇSKÁ a. s.

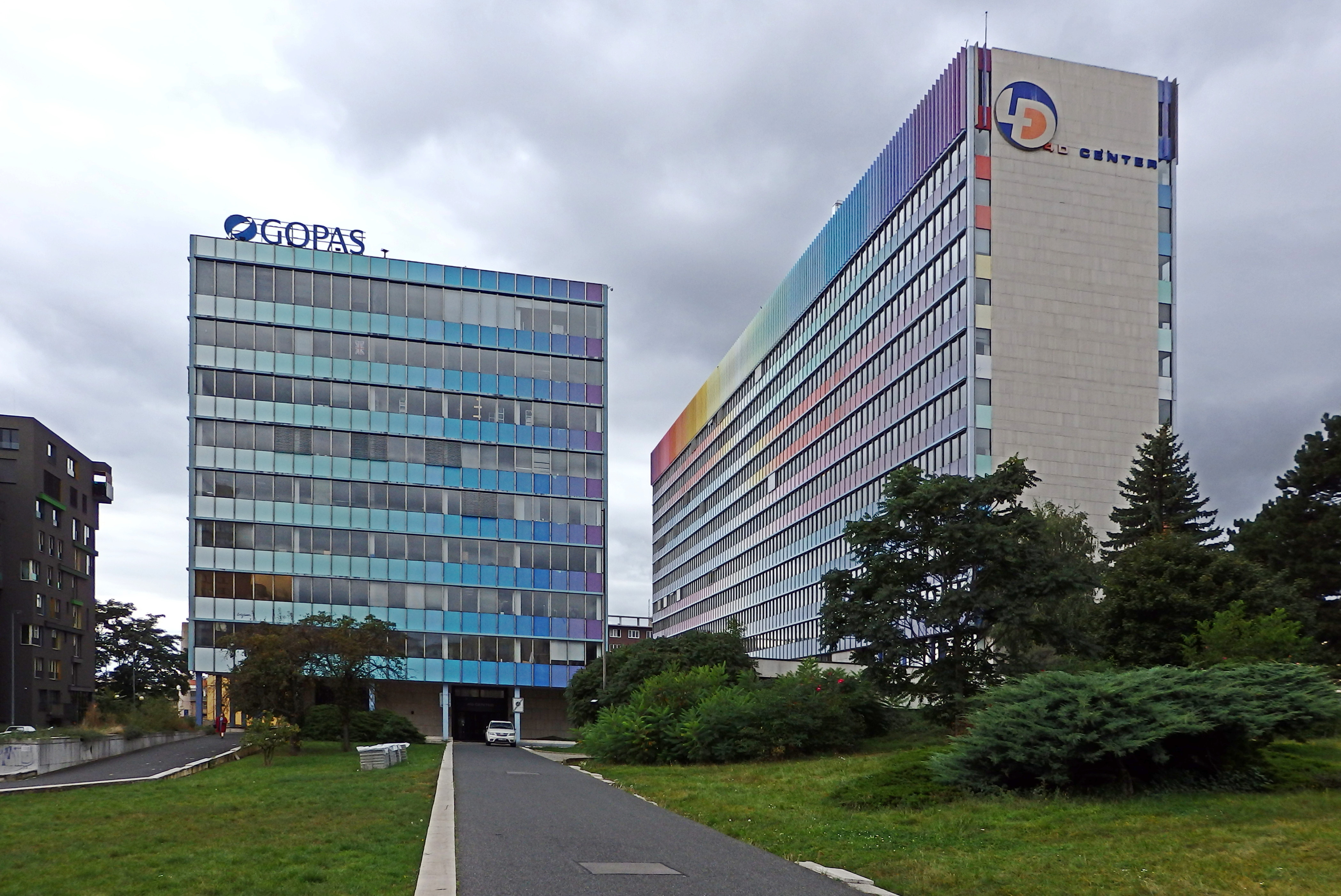
Budova v roce 2021

Provozovatelem a majitelem budovy se stala společnost Kodaňska Office Center s.r.o., jako společný podnik dvou investorů B.S.R. Investment s.r.o. (B.S.R.Europe B.V.) a Breccia Holding Limited, kteří investovali do rekonstrukce 3,5 milionu euro.
Stavba prošla v letech 2002–2006 úpravami, které pozměnily její původní řešení. Plášť budovy dostal barevný nátěr od francouzského umělce Yaacova Agama, čímž budova přišla o svůj záměrně střídmý a architektonicky čistý vzhled. Při rekonstrukci byl odstraněn dominantní prvek vstupní haly – reliéf od Miloslava Chlupáče, odstraněna byla i socha Zdeňka Palcra. Zrekonstruovaná budova byla slavnostně otevřena 20. října 2004.
V roce 2014 prodal Realitní fond Endurance Fund, spravovaný Orco Property Group, kancelářský projekt 4D Kodaňská Office Center společnosti Daramis Group, založené 22. srpna 2008. Nový majitel zveřejnil v roce 2021 svůj plán budovy zbourat a celý pozemek využít na blok bytových domů.
Dva roky trvající argumentace odborníků i signatářů petice za zachování budovy Chemapol-Investa ukončilo 13. prosince 2023 povolení k odstranění budov, které vydal stavební odbor Městské části Praha 10 i přesto, že Národní památkový ústav usiloval o udělení kulturní památky.

## Popis stavby

### Technické údaje budovy
Celková plocha pozemku: 17 286 m²
Zastavěná plocha včetně terasové podnože: 5 160 m²
Zastavěná plocha samotných budov A, B, C:  3 090 m²
Jižní budova A (ředitelství obou podniků) má 9 nadzemních podlaží, obvod 26,40 m × 26,40 m.
Nejvyšší „desková“ budova B (obchodní budova obou podniků) má 12 nadzemních podlaží, je 108 m dlouhá, 14,40 m široká.
Nejnižší severní křídlo C (budova mechanizace, technika, v přízemí veřejná pošta) má 4 nadzemní podlaží, délku 45,60 m, šířku 18 m.
Jednopodlažní terasová podnož mezi budovami A a B (vstupní prostory, atrium, restaurace, konferenční sály) má stejnou délku jako budova B, šířku 19,20 m.

## Budova Chemapolu v kultuře
Od poloviny 70. let 20. století se budova Chemapol-Investa objevila v několika filmech Pan Tau II – jako ústav předpovědi počasí, Křtiny – odjezd na křtiny, Ten svetr si nesvlíkej – parkoviště, Akce Bororo – sídlo zahraniční agentury.